# Vingt-deuxième circonscription de Paris de 1958 à 1986
De 1958 à 1986, la vingt-deuxième circonscription législative de Paris recouvrait deux quartiers du 17e arrondissement de la capitale : les Ternes et une partie de la Plaine-de-Monceaux (à l'ouest des rues de Prony et de Courcelles). Cette délimitation s'est appliquée aux sept premières législatures de la Cinquième République française. De 1958 à 1967, elle se confond avec la 22e circonscription de la Seine.

## Députés élus
| Législature | Début de mandat | Fin de mandat   | Député élu       |  | Parti politique | Observations                                                       |
| ----------- | --------------- | --------------- | ---------------- |  | --------------- | ------------------------------------------------------------------ |
| Ire         | 9 décembre 1958 | 9 octobre 1962  | Pierre Ferri     |  | CNIP            | mandat écourté à la suite d'une dissolution du général de Gaulle   |
| IIe         | 6 décembre 1962 | 2 avril 1967    | Jacques Sanglier |  | UNR             |                                                                    |
| IIIe        | 3 avril 1967    | 30 mai 1968     | Bernard Lafay    |  | PDM             | mandat écourté à la suite d'une dissolution du général de Gaulle   |
| IVe         | 11 juillet 1968 | 22 juillet 1969 | Bernard Lafay    |  | UDR             | nommé au gouvernement le 20 juin 1969                              |
| IVe         | 22 juillet 1969 | 1er avril 1973  | Jacques Sanglier |  | UDR             | suppléant de Bernard Lafay, nommé au gouvernement                  |
| Ve          | 2 avril 1973    | 2 avril 1978    | Bernard Lafay    |  | UDR             |                                                                    |
| VIe         | 3 avril 1978    | 22 mai 1981     | Maurice Druon    |  | RPR             | mandat écourté à la suite d'une dissolution de François Mitterrand |
| VIIe        | 2 juillet 1981  | 1er avril 1986  | Bernard Pons     |  | RPR             |                                                                    |

En 1985, le président de la République François Mitterrand changea le mode de scrutin des députés en établissant le scrutin proportionnel par département. Le nombre de députés du département de Paris fut ramené de 31 à 21 et les circonscriptions furent supprimées au profit du département.

## Évolution de la circonscription
En 1986, cette circonscription est jointe à une partie de l'ancienne vingt-troisième circonscription pour former la nouvelle « seizième circonscription ».

### Élections de 1958
| Candidat       | Candidat          | Parti          | Premier tour | Premier tour | Second tour | Second tour |  |
| Candidat       | Candidat          | Parti          | Voix         | %            | Voix        | %           |  |
| -------------- | ----------------- | -------------- | ------------ | ------------ | ----------- | ----------- |  |
|                | Pierre Ferri élu  | CNIP           | 11 859       | 33,37        | 15 373      | 45,44       |  |
|                | Joseph Boizat     | UNR            | 11 233       | 31,6         | 14 835      | 43,85       |  |
|                | Jean Dutourd      | CRR            | 6 616        | 18,61        | Retrait     | Retrait     |  |
|                | Jean Suret-Canale | PCF            | 3 150        | 8,86         | 3 625       | 10,71       |  |
|                | Juliette Ménard   | SFIO           | 2 684        | 7,55         | Retrait     | Retrait     |  |
|                |                   |                |              |              |             |             |  |
| Inscrits       | Inscrits          | Inscrits       | 47 136       | 100,00       | 47 140      | 100,00      |  |
| Abstentions    | Abstentions       | Abstentions    | 10 859       | 23,04        | 12 418      | 26,34       |  |
| Votants        | Votants           | Votants        | 36 277       | 76,96        | 34 722      | 73,66       |  |
| Blancs et nuls | Blancs et nuls    | Blancs et nuls | 735          | 2,03         | 889         | 2,56        |  |
| Exprimés       | Exprimés          | Exprimés       | 35 542       | 97,97        | 33 833      | 97,44       |  |

Le suppléant de Pierre Ferri était Gaston Lemaire.

### Élections de 1962
| Candidat       | Candidat             | Parti          | Premier tour | Premier tour | Second tour | Second tour |  |
| Candidat       | Candidat             | Parti          | Voix         | %            | Voix        | %           |  |
| -------------- | -------------------- | -------------- | ------------ | ------------ | ----------- | ----------- |  |
|                | Jacques Sanglier élu | UNR-UDT        | 13 556       | 47,58        | 16 065      | 55,98       |  |
|                | Pierre Ferri sortant | CNIP           | 5 372        | 18,86        | 9 304       | 32,42       |  |
|                | Georges Sauge        | Modérés        | 3 459        | 12,14        | Retrait     | Retrait     |  |
|                | Robert Fost          | PCF            | 2 657        | 9,33         | 3 327       | 11,59       |  |
|                | Charles Raffin       | SFIO           | 2 040        | 7,16         | Retrait     | Retrait     |  |
|                | Pierre Devraigne     | CR             | 1 405        | 4,93         |             |             |  |
|                |                      |                |              |              |             |             |  |
| Inscrits       | Inscrits             | Inscrits       | 42 704       | 100,00       | 42 705      | 100,00      |  |
| Abstentions    | Abstentions          | Abstentions    | 13 846       | 32,42        | 13 399      | 31,38       |  |
| Votants        | Votants              | Votants        | 28 858       | 67,58        | 29 306      | 68,62       |  |
| Blancs et nuls | Blancs et nuls       | Blancs et nuls | 369          | 1,28         | 610         | 2,08        |  |
| Exprimés       | Exprimés             | Exprimés       | 28 489       | 98,72        | 28 696      | 97,92       |  |

Le suppléant de Jacques Sanglier était Pierre Delphy, avocat.

### Élections de 1967
| Candidat       | Candidat                 | Parti          | Premier tour | Premier tour | Second tour | Second tour |  |
| Candidat       | Candidat                 | Parti          | Voix         | %            | Voix        | %           |  |
| -------------- | ------------------------ | -------------- | ------------ | ------------ | ----------- | ----------- |  |
|                | Jacques Sanglier sortant | UD-Ve          | 12 105       | 39,74        | 13 742      | 48,97       |  |
|                | Bernard Lafay élu        | CD (MR)        | 11 164       | 36,65        | 14 319      | 51,03       |  |
|                | Jean-Pierre Sloan        | FGDS           | 3 517        | 11,55        |             |             |  |
|                | Maurice Goldring         | PCF            | 2 675        | 8,78         |             |             |  |
|                | Pierre Boyer de Latour   | Modérés        | 1 000        | 3,28         |             |             |  |
|                |                          |                |              |              |             |             |  |
| Inscrits       | Inscrits                 | Inscrits       | 39 137       | 100,00       | 39 138      | 100,00      |  |
| Abstentions    | Abstentions              | Abstentions    | 8 291        | 21,18        | 9 730       | 24,86       |  |
| Votants        | Votants                  | Votants        | 30 846       | 78,82        | 29 408      | 75,14       |  |
| Blancs et nuls | Blancs et nuls           | Blancs et nuls | 385          | 1,25         | 1 347       | 4,58        |  |
| Exprimés       | Exprimés                 | Exprimés       | 30 461       | 98,75        | 28 061      | 95,42       |  |

Paul Faber, Président du Conseil municipal de Paris était suppléant de Bernard Lafay.

### Élections de 1968
|                | Bernard Lafay sortant réélu | UDR (URP)      | 15 575 | 52,72  |  |  |  |
|                | Guy-Victor Labat            | CD (PDM)       | 7 296  | 24,7   |  |  |  |
|                | Maurice Goldring            | PCF            | 2 013  | 6,81   |  |  |  |
|                | Jackie Nachtigal            | PSU            | 1 616  | 5,47   |  |  |  |
|                | Michel Salles               | FGDS (SFIO)    | 1 521  | 5,15   |  |  |  |
|                | Jean Barets                 | TD             | 841    | 2,85   |  |  |  |
|                | Jean-Robert Boudre          | MPR            | 679    | 2,3    |  |  |  |
|                |                             |                |        |        |  |  |  |
| Inscrits       | Inscrits                    | Inscrits       | 38 366 | 100,00 |  |  |  |
| Abstentions    | Abstentions                 | Abstentions    | 8 603  | 22,42  |  |  |  |
| Votants        | Votants                     | Votants        | 29 763 | 77,58  |  |  |  |
| Blancs et nuls | Blancs et nuls              | Blancs et nuls | 222    | 0,75   |  |  |  |
| Exprimés       | Exprimés                    | Exprimés       | 29 541 | 99,25  |  |  |  |

Jacques Sanglier, ancien député, était le suppléant de Bernard Lafay. Il le remplaça du 23 juillet 1969 au 1er avril 1973, quand Bernard Lafay fut nommé membre du Gouvernement.

### Élections de 1973
| Candidat       | Candidat                    | Parti          | Premier tour | Premier tour | Second tour | Second tour |  |
| Candidat       | Candidat                    | Parti          | Voix         | %            | Voix        | %           |  |
| -------------- | --------------------------- | -------------- | ------------ | ------------ | ----------- | ----------- |  |
|                | Bernard Lafay sortant réélu | UDR (URP)      | 13 188       | 48,22        | 14 925      | 62,27       |  |
|                | Guy-Victor Labat            | CD (MR)        | 7 228        | 26,43        | 9 044       | 37,73       |  |
|                | Anne Trégouët               | PS (UGSD)      | 3 227        | 11,8         |             |             |  |
|                | Jean-Pierre Laurent         | PCF            | 1 834        | 6,71         |             |             |  |
|                | Yves Ménard                 | FN             | 771          | 2,82         |             |             |  |
|                | Annie Gaubert               | LO             | 536          | 1,96         |             |             |  |
|                | Claude Cannie               | Divers droite  | 379          | 1,39         |             |             |  |
|                | Dominique Gallet            | FP             | 186          | 0,68         |             |             |  |
|                |                             |                |              |              |             |             |  |
| Inscrits       | Inscrits                    | Inscrits       | 34 841       | 100,00       | 34 860      | 100,00      |  |
| Abstentions    | Abstentions                 | Abstentions    | 7 203        | 20,67        | 9 253       | 26,54       |  |
| Votants        | Votants                     | Votants        | 27 638       | 79,33        | 25 607      | 73,46       |  |
| Blancs et nuls | Blancs et nuls              | Blancs et nuls | 289          | 1,05         | 1 638       | 6,4         |  |
| Exprimés       | Exprimés                    | Exprimés       | 27 349       | 98,95        | 23 969      | 93,6        |  |

Jacques Sanglier était le suppléant de Bernard Lafay.

### Élections de 1978
| Candidat       | Candidat                 | Parti               | Premier tour | Premier tour | Second tour | Second tour |  |
| Candidat       | Candidat                 | Parti               | Voix         | %            | Voix        | %           |  |
| -------------- | ------------------------ | ------------------- | ------------ | ------------ | ----------- | ----------- |  |
|                | Maurice Druon élu        | RPR                 | 10 549       | 38,29        | 13 891      | 60,29       |  |
|                | Henri Estingoy           | UDF (PR)            | 9 068        | 32,92        | 9 148       | 39,71       |  |
|                | Jean-Luc Gonneau         | PS                  | 3 633        | 13,19        |             |             |  |
|                | Jacqueline Lapouméroulie | PCF                 | 1 409        | 5,11         |             |             |  |
|                | José Guillemain          | Écologie 78         | 1 273        | 4,62         |             |             |  |
|                | Jean-Paul Bois           | PSU (FA)            | 588          | 2,13         |             |             |  |
|                | Pierre-Dominique Lo Méo  | FN                  | 386          | 1,4          |             |             |  |
|                | Patrick Chaponnais       | PFN                 | 355          | 1,29         |             |             |  |
|                | Catherine Guéral         | LO                  | 188          | 0,68         |             |             |  |
|                | Marise Étienvre          | Divers droite (RUC) | 98           | 0,36         |             |             |  |
|                |                          |                     |              |              |             |             |  |
| Inscrits       | Inscrits                 | Inscrits            | 34 941       | 100,00       | 34 941      | 100,00      |  |
| Abstentions    | Abstentions              | Abstentions         | 7 114        | 20,36        | 9 172       | 26,25       |  |
| Votants        | Votants                  | Votants             | 27 827       | 79,64        | 25 769      | 73,75       |  |
| Blancs et nuls | Blancs et nuls           | Blancs et nuls      | 280          | 1,01         | 2 730       | 10,59       |  |
| Exprimés       | Exprimés                 | Exprimés            | 27 547       | 98,99        | 23 039      | 89,41       |  |

Le Docteur Philippe Lafay, Conseiller de Paris était le suppléant de Maurice Druon.

### Élections législatives de 1981
|                | Bernard Pons élu         | RPR (UNM)      | 12 150 | 52,94  |  |  |  |
|                | Jean-Luc Gonneau         | PS             | 4 730  | 21,19  |  |  |  |
|                | Henry Estingoy           | Divers droite  | 3 984  | 17,85  |  |  |  |
|                | Jean-Marie Le Pen        | FN             | 978    | 4,38   |  |  |  |
|                | Jacqueline Lapouméroulie | PCF            | 488    | 2,14   |  |  |  |
|                |                          |                |        |        |  |  |  |
| Inscrits       | Inscrits                 | Inscrits       | 32 811 | 100,00 |  |  |  |
| Abstentions    | Abstentions              | Abstentions    | 10 288 | 31,36  |  |  |  |
| Votants        | Votants                  | Votants        | 22 523 | 68,64  |  |  |  |
| Blancs et nuls | Blancs et nuls           | Blancs et nuls | 193    | 0,86   |  |  |  |
| Exprimés       | Exprimés                 | Exprimés       | 22 330 | 99,14  |  |  |  |

Pierre Rémond, ancien maire du 17ème arrondissement de Paris, était le suppléant de Bernard Pons.